# Pólux (estrella)
Pólux (β Gem / β Geminorum / 78 Geminorum) es la estrella más brillante de la constelación de Géminis y la decimoséptima más brillante del cielo nocturno. De magnitud aparente +1.15, es de color rojo anaranjado. Junto a Cástor (α Geminorum) representa los dos gemelos celestiales que dan nombre a la constelación (gemini en latín significa ‘los gemelos’). En 2006 se anunció el descubrimiento de un planeta en órbita alrededor de Pólux.

## Nombre
Para algunos el nombre de Pólux significa ‘mucho vino’, ya que en astrología Pólux se asocia con prosperidad y celebraciones con vino. De forma más específica, Pólux hace referencia al hermano inmortal de los Dioscuros, Pólux o Polideuco, hijo de Zeus y Leda.
La estrella también recibe el nombre árabe Al-Ras al-Tau'am al-Mu'akhar (الرأس التؤام المؤخر), literalmente ‘la cabeza del segundo gemelo’. En Babilonia determinaba la duodécima constelación eclíptica, Mash-mashu-arkū, (‘el gemelo oriental’); individualmente recibía el título de Mu-sir-kes-da (‘yugo del cercado’).
En China denominan a esta estrella Yang, que en la filosofía oriental es una de las dos fuerzas fundamentales, opuestas pero complementarias, que se encuentran en todas las cosas.
Junto a Cástor forma la nakshatra (mansión astrológica hindú) llamada Punarvasu en el calendario astronómico hindú.
β Geminorum (Latinizado a Beta Geminorum) es la Denominación de Bayer de la estrella.
El nombre tradicional Pollux hace referencia a los gemelos  Castor y Pollux de la mitología griega y la mitología romana. En 2016, la Unión Astronómica Internacional organizó un Working Group on Star Names (WGSN) para catalogar y estandarizar los nombres propios de las estrellas. El primer boletín del WGSN de julio de 2016 incluía una tabla de los dos primeros lotes de nombres aprobados por el WGSN, que incluía Pollux para esta estrella.

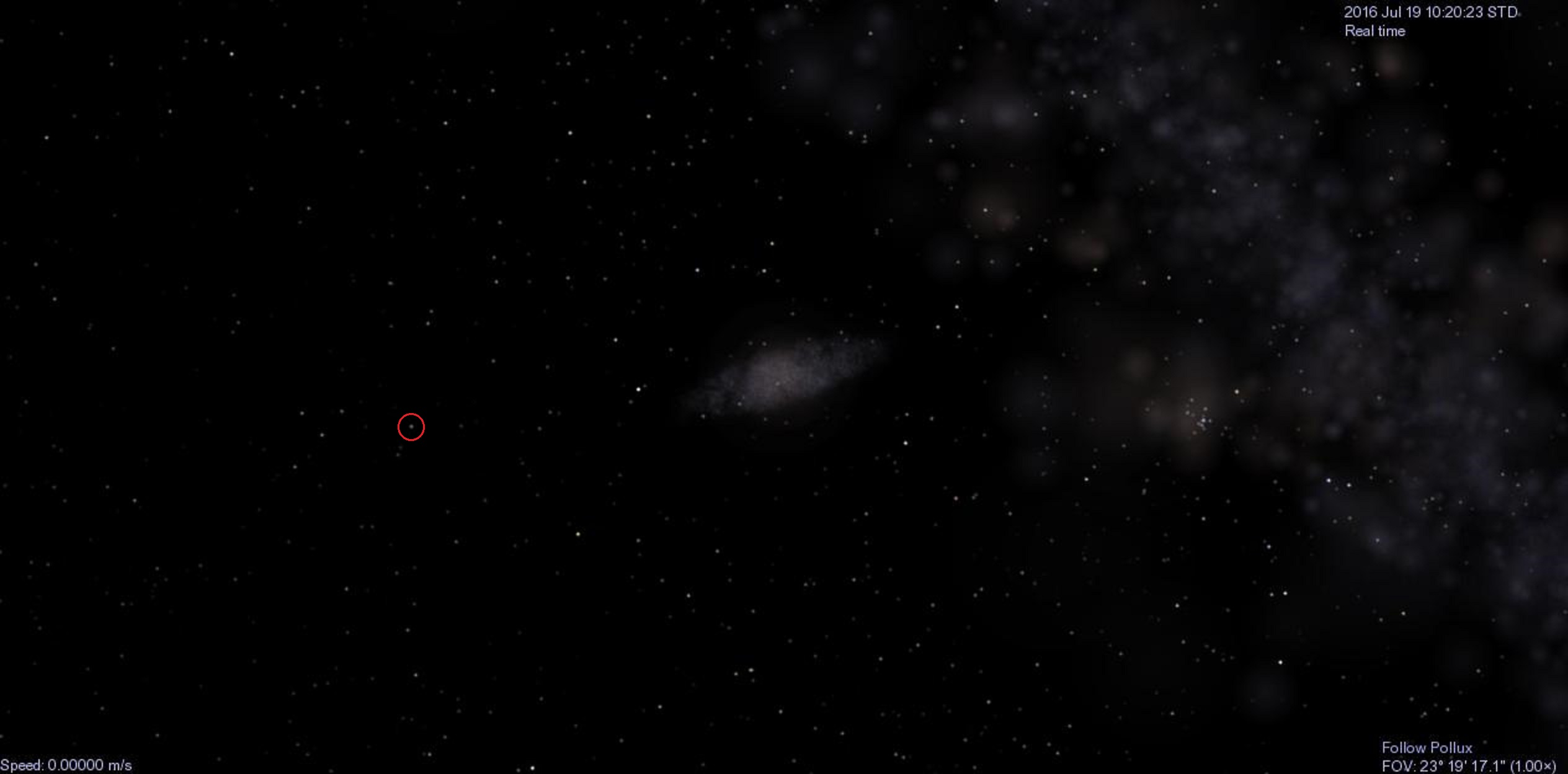
El Sol visto desde Pólux (en círculo rojo) en la constelación Sagitario. Hecho con Celestia.

Cástor y Pólux son las dos estrellas «gemelas celestes» que dan nombre a la constelación de Géminis (‘los gemelos’). Sin embargo, las estrellas son bastante diferentes en detalle. Castor es un complejo sistema séxtuple de estrellas de tipo A, calientes y de color blanco azulado, y enanas rojas débiles, mientras que Pollux es una única gigante, más fría y de color amarillo anaranjado. En el poema de Percy Shelley de 1818 Himno de Homero a Cástor y Pólux, se hace referencia a la estrella como «... suave Pólux, vacío de culpa».
Originalmente el planeta fue designado Pollux b. En julio de 2014, la Unión Astronómica Internacional puso en marcha NameExoWorlds, un proceso para dar nombres propios a ciertos exoplanetas y a sus estrellas anfitrionas. El proceso implicaba la nominación y votación pública de los nuevos nombres. En diciembre de 2015, la IAU anunció que el nombre ganador era Thestias para este planeta. El nombre ganador se basaba en el propuesto originalmente por theSkyNet de Australia: Leda, la madre de Pólux. A petición de la IAU, se sustituyó por Thestias (el Patronímico de Leda, hija de Testio). Esto se debió a que Leda ya se atribuía a un asteroide y a uno de los satélites de Júpiter.
En el catálogo de estrellas del Calendarium de al Achsasi al Mouakket, esta estrella se designaba Muekher al Dzira, que se tradujo al latín como Brachii posterior, que significa ‘el extremo en la pata’.
En chino, 北河 (Běi Hé, ‘Río del Norte’) se refiere a un asterismo formado por Pólux,  ρ Geminorum, y Castor. En consecuencia, Pólux en sí se conoce como 北河三. (Běi Hé sān, ‘Tercera Estrella del Río Norte’)

## Características físicas

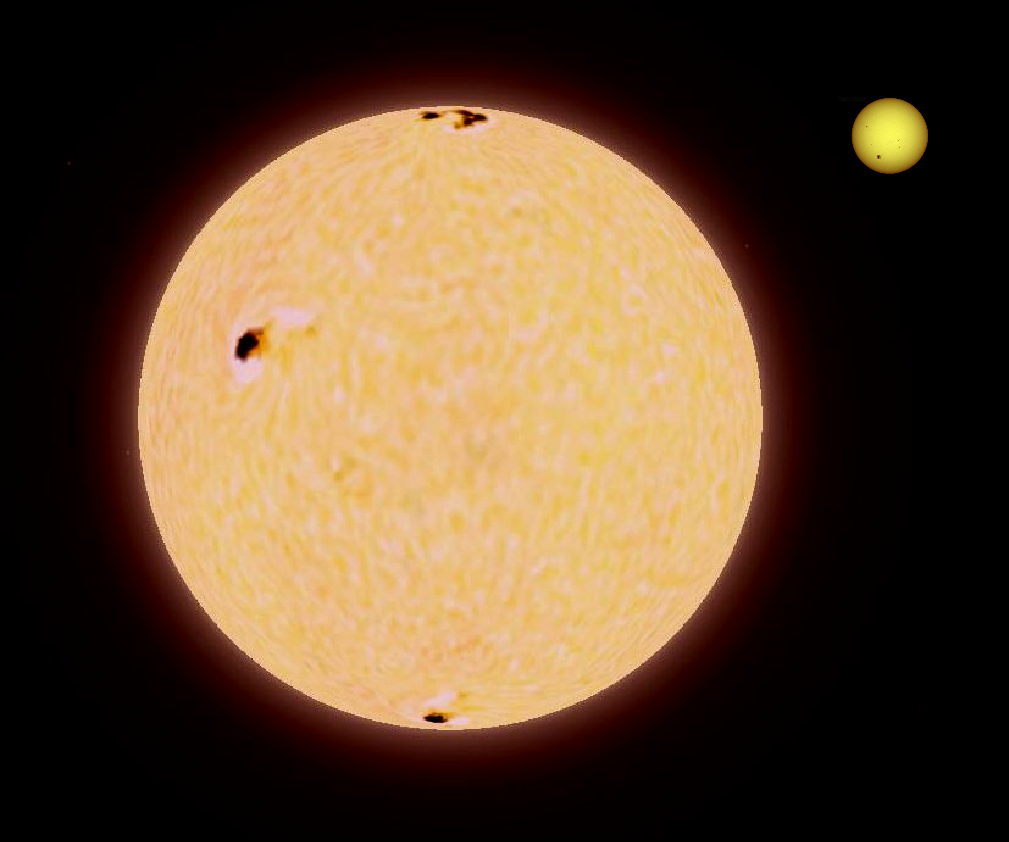
Comparación del tamaño de Pólux (izquierda) y el Sol (derecha).

Pólux es una estrella gigante naranja de tipo espectral K0IIIb. Situada a 33.7 años luz de distancia, es la gigante naranja más próxima al sistema solar. Con una temperatura superficial de 4770 K, su radio es nueve o diez veces más grande que el radio solar. Incluyendo la energía radiada en el infrarrojo, su luminosidad, aunque muy superior a la del Sol —46 veces mayor—, es baja en comparación a otras gigantes naranjas cercanas como Arturo (α Bootis) o Menkent (θ Centauri). Su luminosidad y temperatura permiten estimar una masa 1.8 veces mayor que la masa solar. Como estrella gigante que es, en su núcleo se produce la fusión del helio en carbono y oxígeno.
Pollux ha agotado el hidrógeno de su núcleo y ha evolucionado hasta convertirse en una estrella gigante con una clasificación estelar de K0 III  La temperatura efectiva de la envoltura externa de esta estrella es de unos 4666 K, lo que se sitúa en el rango que produce el característico tono anaranjado de las estrellas de tipo K. Pólux tiene una velocidad de rotación proyectada de 2.8 km s−1. La abundancia de elementos distintos del hidrógeno y el helio, lo que los astrónomos denominan metalicidad de la estrella, es incierta, con estimaciones que oscilan entre el 85 % y el 155 % de la abundancia del Sol.
La detección de una débil emisión de rayos X con el telescopio orbital ROSAT demostró la existencia de un bajo nivel de actividad magnética. La emisión de rayos X de esta estrella es de unos 1027 erg s−1, aproximadamente la misma que la del Sol. Desde entonces se ha confirmado la existencia de un campo magnético de intensidad inferior a un gauss en la superficie de Pólux, uno de los campos más débiles jamás detectados en una estrella. La presencia de este campo sugiere que Pólux fue una vez una estrella Ap con un campo magnético mucho más fuerte. La estrella muestra variaciones de velocidad radial de pequeña amplitud, pero no es fotométricamente variable.

## Sistema planetario
Pólux es la estrella más brillante a la que se le ha descubierto un planeta extrasolar. Este, denominado Thestias, tiene una masa mínima 2.9 veces mayor que la masa de Júpiter y describe una órbita casi circular a 1.64 au de Pólux, siendo su período orbital de 1.6 años. Dada la luminosidad de la estrella central y su distancia a la misma,  el planeta recibe dieciséis veces más radiación que la que recibe la Tierra del Sol.
| Acompañante (En orden desde la estrella) | Masa (MJ)     | Período orbital (días) | Semieje mayor (UA) | Excentricidad |
| ---------------------------------------- | ------------- | ---------------------- | ------------------ | ------------- |
| Thestias                                 | > 2.30 ± 0.45 | 589.64 ± 0.81          | 1.64 ± 0.27        | 0.02 ± 0.03   |